# Heather Hunte
Heather Hunte (Londres, Reino Unido, 14 de agosto de 1959), también llamada Heather Oakes, es una atleta británica retirada, especializada en la prueba de 4 x 100 m en la que llegó a ser medallista de bronce olímpica en 1984.

## Carrera deportiva
En los JJ. OO. de Los Ángeles 1984 ganó la medalla de bronce en los relevos de 4 x 100 metros, con un tiempo de 43.11 segundos, llegando a meta tras Estados Unidos (oro) y Canadá (plata), siendo sus compañeras de equipo: Kathy Smallwood-Cook, Beverley Goddard y Simmone Jacobs.